# 尾翼
尾翼（英語：empennage，英語發音：/ˌɑːmpɪˈnɑːʒ/或/ˈɛmpɪnɪdʒ/，又稱Tail或tail assembly）是安装在飞机尾部的一种装置，可以增强飞行的稳定性。大多数尾翼包括水平尾翼和垂直尾翼，也有少数采用V型尾翼。尾翼可以用来控制飞机的俯仰、偏航和倾斜以改变其飞行姿态。尾翼是飞行控制系统的重要组成部分。

## 水平尾翼
水平尾翼（英語：Horizontal Stabilizer），简称平尾，是飞机纵向平衡、稳定和操纵的翼面。平尾左右对称地布置在飞机尾部，基本为水平位置。翼面前半部通常是固定的，称为水平安定面。后半部铰接在安定面的后面，可操纵上下偏转，称为升降舵。升降舵的后缘还装有调整片。在大型飞机上，为了提高平尾的平衡能力，水平安定面在飞行中可以缓慢改变安装角，这样的平尾称为可调水平尾翼。在飞行中，飞机升力的位置会随迎角和速度的变化而移动，飞机重心也因燃油消耗等原因而变动。这样，升力不可能在所有状态下都通过重心，因而存在一个不平衡力矩。在有平尾的飞机上，此力矩就由平尾负升力或正升力的力矩来平衡。由于平尾距重心较远，只要用很小的平尾升力就能使飞机保持力矩平衡。
飞机在飞行中会因各种干扰（如大气中的阵风）而偏离原来姿态。平尾具有恢复飞机原有姿态的能力，对飞机起纵向稳定的作用。
飞机在飞行中需要经常改变飞行状态，如爬升、平飞、下滑等。对于稳定的飞机，要改变飞行状态就需要克服稳定力矩。例如要增大飞机迎角，就需要有一个克服稳定力矩的抬头力矩。驾驶员操纵升降舵上偏，平尾即产生一个抬头力矩，使飞机在增大的迎角下能得到平衡，这就是平尾的纵向操纵作用。
平尾按相对于机翼的上下位置不同，大致分为高平尾、中平尾和低平尾三种型式。平尾处于飞机尾部，气流在流经平尾以前先受到机身、机翼和发动机短舱等的影响，速度减小，方向也有变化。此外，螺旋桨滑流或发动机的喷流也会改变平尾的升力。它们对平尾的稳定和操纵效能都有较大影响。由于影响平尾工作的各种因素随迎角和速度而变化，要想选择一个合适的平尾位置，保证在所有飞行状态下都有较高的平尾效能，是一件很困难的事情，经常要经过大量风洞实验才能最后选定。
在英国「三叉戟客机」上，平尾在垂直尾翼的顶端。从飞机正面看，平尾与垂尾构成T字形，故取名T形尾翼。这种飞机发动机短舱位于机身尾部两侧，机翼位置靠后，只有将平尾移至垂尾顶端才能躲开机翼、发动机短舱和喷流的影响。由于垂尾是后掠的，故又能使平尾尽量远离机翼，提高平尾的效能。在很多超音速歼击机上，由于机身尾部长度较短，平尾非常靠近机翼，如将平尾放在较低的位置上（机翼翼弦平面以下），在大迎角时就能避开机翼、机身，减小它们对平尾的不利影响。
亚音速时，偏转升降舵还会影响前面水平安定面上的升力，操纵效率较高。超音速时，升降舵的偏转对前面的安定面没有影响，舵面操纵效率大为下降。因此，在超音速飞机上将水平尾翼做成可操纵偏转的整体，称为全动平尾。在全动平尾上不再有安定面和升降舵之分。全动平尾的构造与机翼相同，但是翼面的全部弯矩和扭矩载荷在根部都要集中到转轴上来，并且支承点是可转动的轴承，因此全动平尾根部结构复杂，重量也较大。
通常超音速飞机机翼的展弦比较小，机翼展长比平尾展长大不了多少。利用平尾差动来产生滚转操纵力矩已能满足飞行的要求。平尾左、右翼面既能同向偏转起升降舵作用，又能分别向不同方向偏转（差动）起副翼的作用，这就是差动平尾。采用差动平尾以后，就可以取消机翼上的副翼，因而机翼整个后缘都可安装襟翼以改善飞机的起飞、着陆性能和机动性。在变后掠翼飞机上，机翼可以绕垂直（翼弦面）枢轴转动（常称掠动），如在机翼上装副翼，它在大后掠角位置上根本无法工作，因此只能采用差动平尾作为主要滚转操纵面。

## 垂直尾翼
垂直尾翼（英語：Vertical Stabilizer），简称垂尾。起保持飞机的航向平衡、稳定和操纵作用，原理与平尾相似。垂直尾翼仅仅布置在飞机轴线的上部。这是因为在起飞着陆时，飞机头部上仰，尾部离地很近，无法布置垂尾翼面,而布置在机身下方的短尾翼称为“腹鰭”。与平尾相同，垂尾翼面的前半部分通常是固定的，称垂直安定面；后半部分铰接在安定面后部，可操纵偏转，称方向舵。垂尾的作用是保持转弯在无侧滑状态下进行；在有侧风着陆时保持机头对准跑道；飞行中平衡不对称的偏航力矩（如多发动机中有一台发动机停车造成的偏航力矩）。方向舵操纵系统中可装阻尼器，以制止飞机在高空高速飞行中出现的偏航摇摆现象。
飞机对于航向操纵能力要求不高，即使在超音速飞机上也很少采用全动式垂直尾翼。
多数飞机只有一个垂直尾翼（单垂尾）。它位于飞机的对称面内。在一些多发动机的螺旋桨飞机上，为了提高垂尾效率，故意将垂尾放在螺旋桨后的高速气流中。为此将垂直尾翼分为两个（双垂尾）或两个以上（多垂尾）翼面。在双垂尾型式中，常将两个垂尾布置在平尾两端，以提高平尾的效率。在超音速飞机上，由于机身比较粗大，为了保证飞机在高空高速飞行时仍有足够的航向稳定性，需要有很大的垂尾面积。如果采用双垂尾型式，可以降低垂尾高度，减小垂尾在侧滑时产生的滚转力矩。同时也可提高大迎角时的航向稳定性。

## V型尾翼
V型尾翼（英語：V-Tail）由左右两个翼面组成，像是固定在机身尾部带大上反角的平尾。V型尾翼兼有垂尾和平尾的功能。翼面可分为固定的安定面和铰接的舵面两部分，也可做成全动型式。呈V形的两个尾面在俯视和侧视方向都有一定的投影面积，所以能同时起纵向（俯仰）和航向稳定作用。当两边舵面作相同方向偏转时，起升降舵作用；分别作不同方向偏转（差动）时，则起方向舵作用。

## 图廊

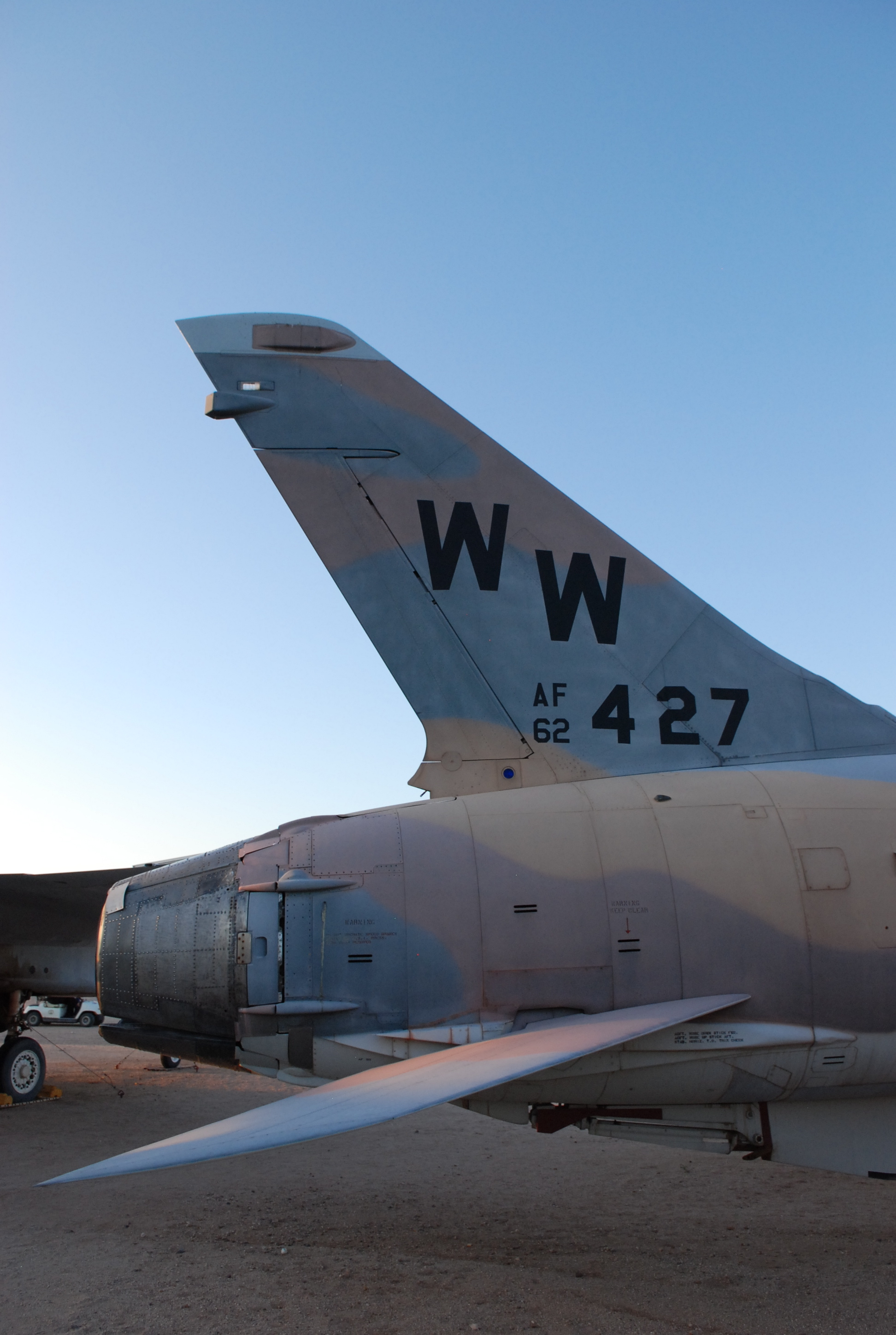
美國F-105雷長式攻擊機的尾翼
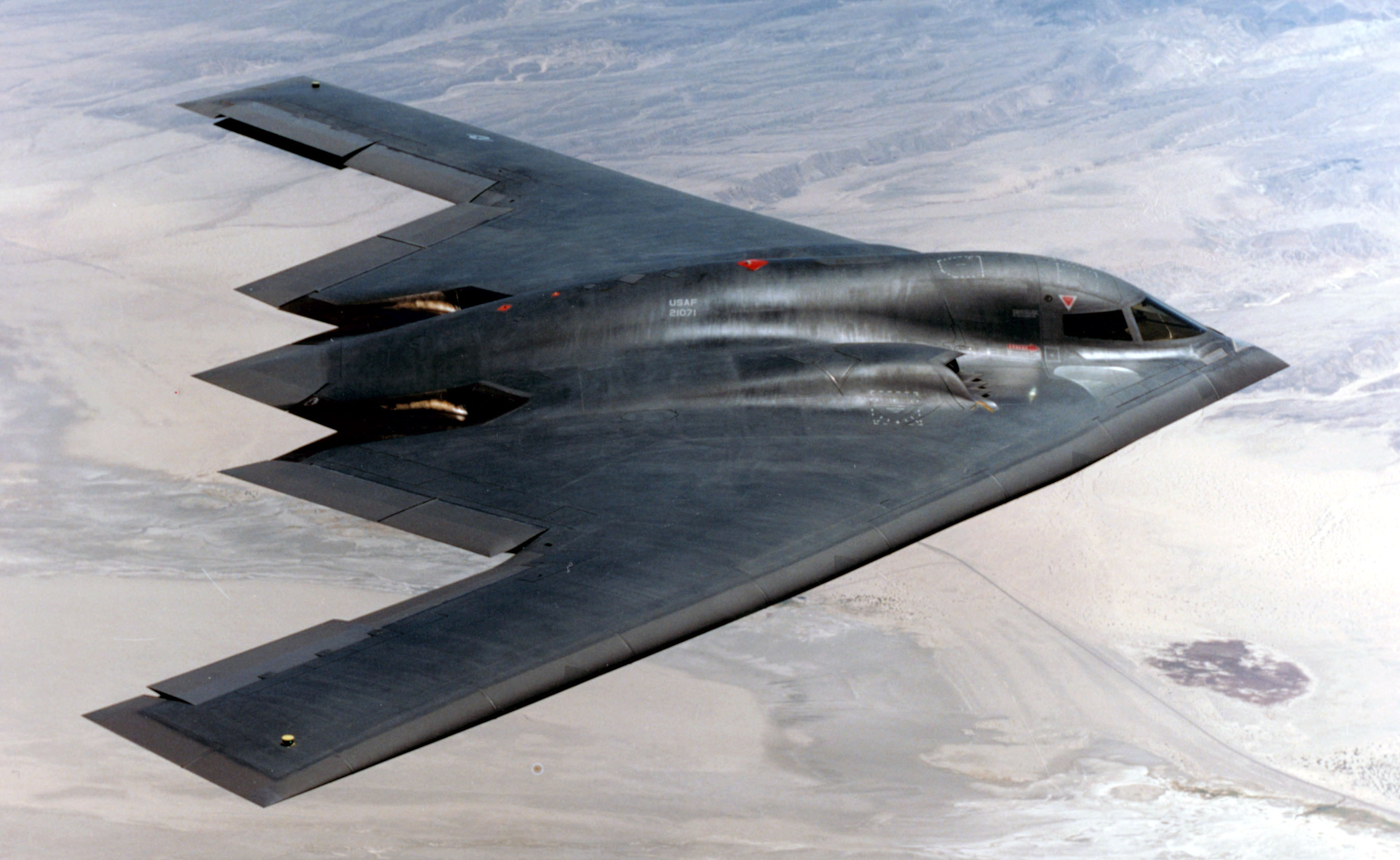
B-2幽灵战略轰炸机由最外側的尾翼控制飞行姿态。
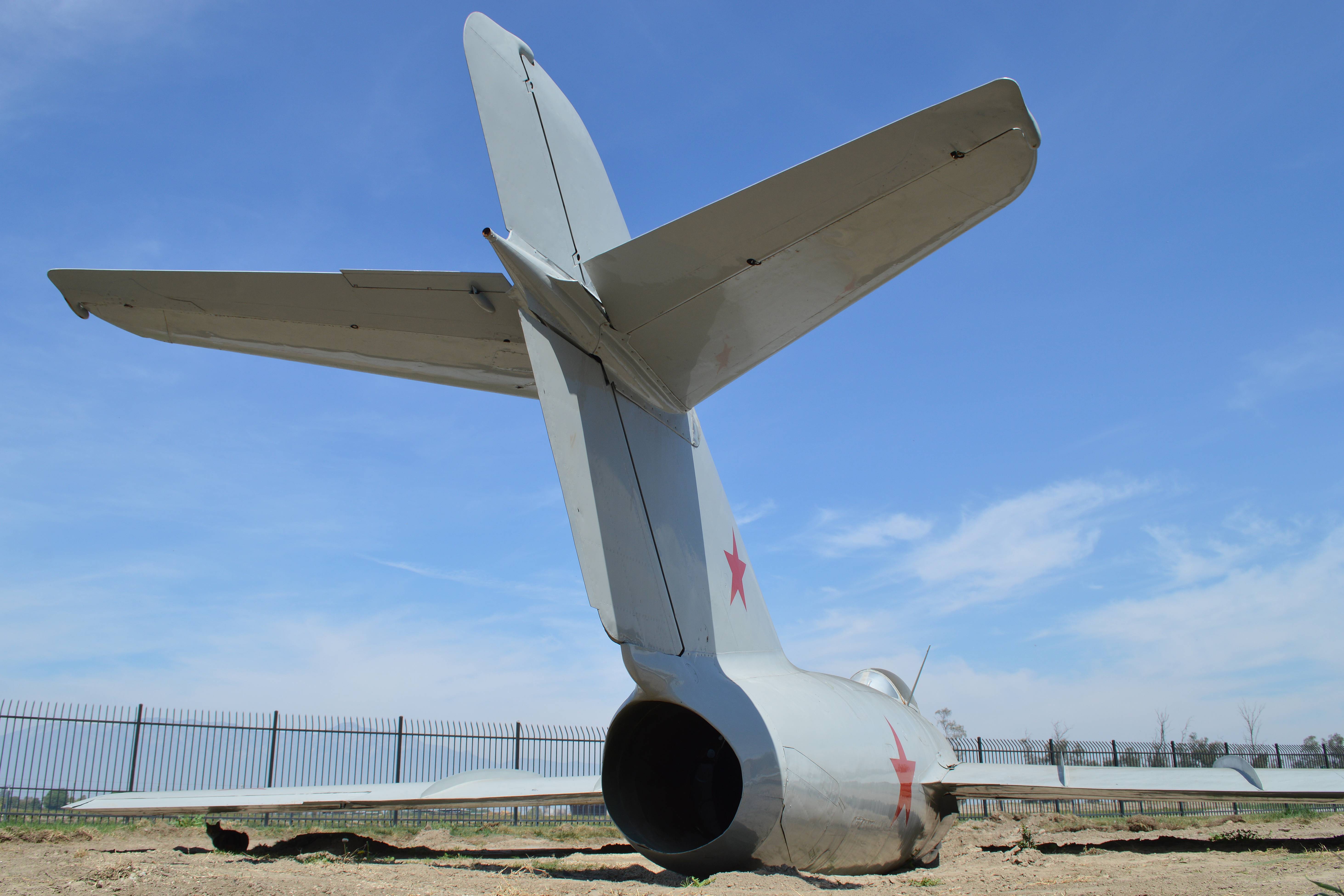
米格-15戰鬥機的尾翼，其水平尾翼在垂直尾翼的中間位置
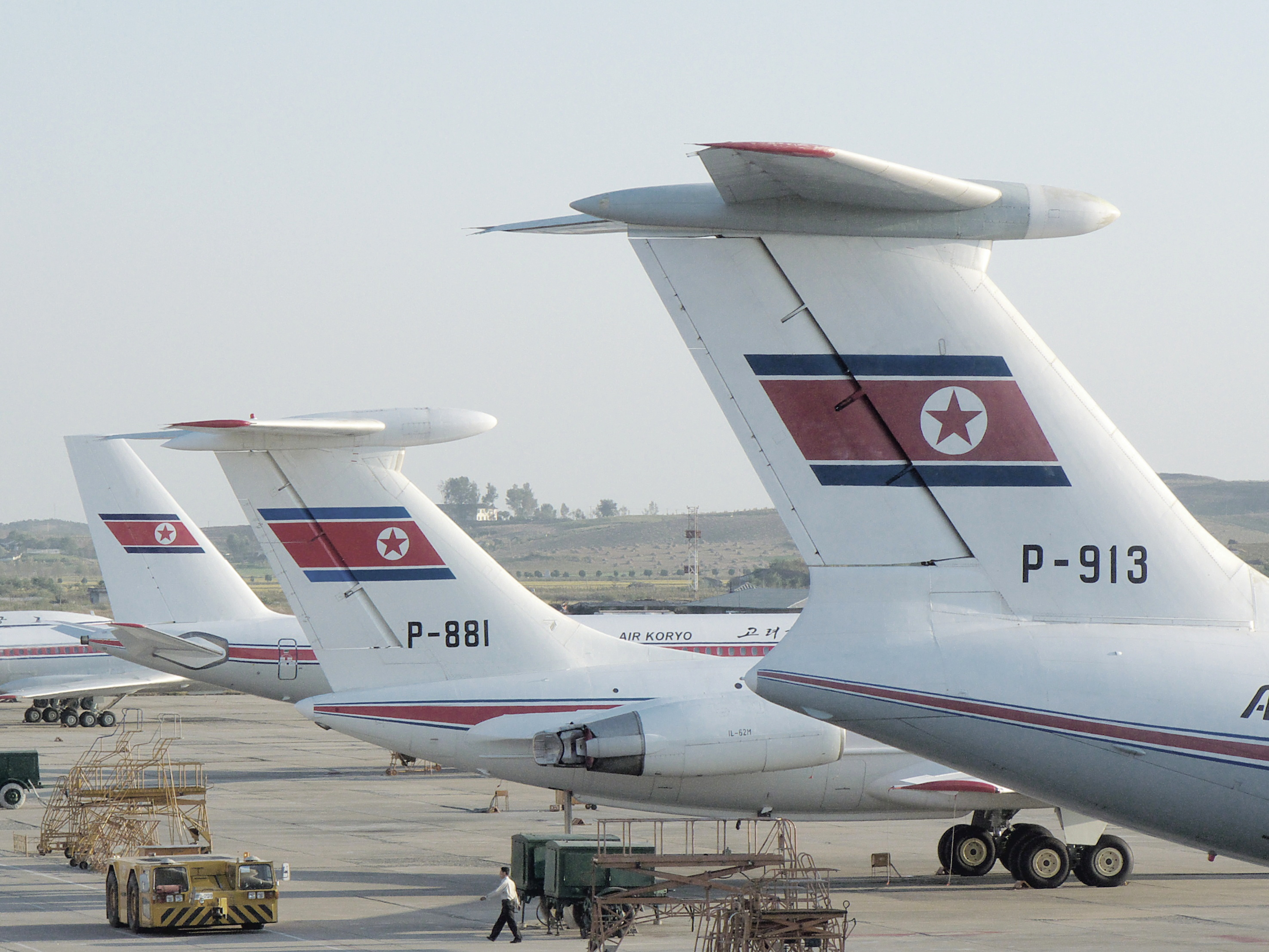
貼有朝鮮國旗的Il-76、伊留申-62與Tu-204運輸機垂直尾翼，其水平尾翼在垂直尾翼的顶部
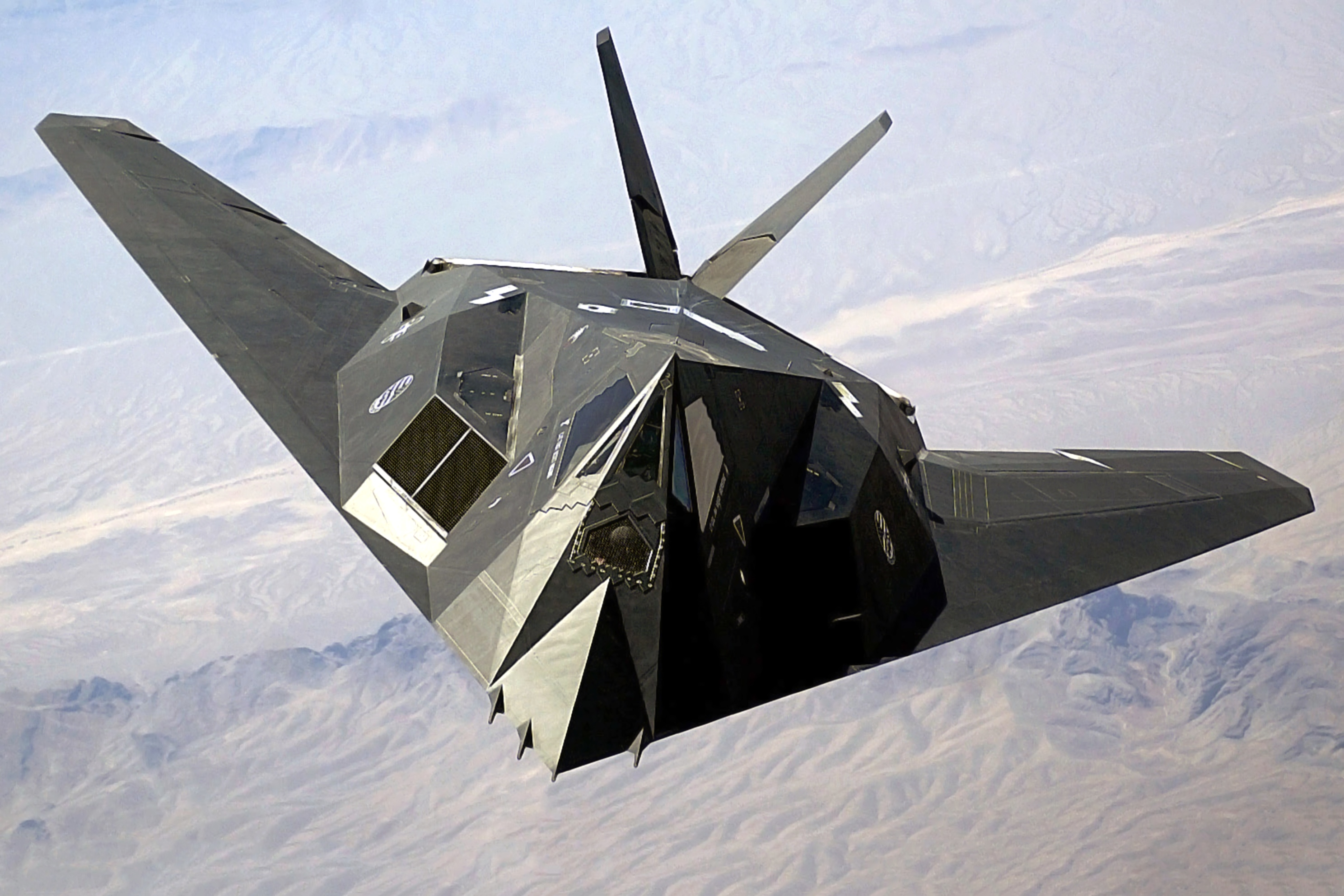
F-117夜鷹戰鬥攻擊機的V型尾翼